# Objedinjeni hitni bolnički prijam
Objedinjeni hitni bolnički prijam (OHBP) je bolnički odjel koji je središnje mjesto u bolnici za prijam, obradu i zbrinjavanje hitnih bolesnika bez obzira na uputnu dijagnozu, nastao integracijom hitnih bolničkih službi na jednom mjestu. Na odjelu se provode razni diferencijalno-dijagnostički i terapijski postupci te pregled liječnika specijalista. Nakon obrade, postavljanja definitivne dijagnoze te eventualne kraće opservacije, pacijent se otpušta na kućnu njegu ili se hospitalizira. Hitna služba u OHBP-u organizirana je od 0 do 24 sata. Osnovna zadaća OHBP-a je prepoznati koji su pacijenti životno ugroženi između mase svih pacijenata koji traže hitnu medicinsku pomoć. Osnovni alat koji u tome pomaže jest proces trijaže koji se radi kod svakog pacijenta pri dolasku u OHBP.